# Prionocrangon pectinata
Prionocrangon pectinata är en kräftdjursart som beskrevs av Faxon 1896. Prionocrangon pectinata ingår i släktet Prionocrangon och familjen Crangonidae. Inga underarter finns listade i Catalogue of Life.